# Sinagoga nuova di Breslavia
La sinagoga nuova di Breslavia (Neue Synagoge), oggi scomparsa, era una sinagoga monumentale che si trovava a Breslavia, all'incrocio tra via Podwale e via Łąkowa. Costruita nel 1872, fu incendiata dai nazisti nella notte tra il 9 e il 10 novembre 1938 (Kristallnacht) e quindi completamente demolita.

## Storia
La decisione di costruire una nuova, più ampia sinagoga fu presa il 25 ottobre 1864 dalla locale comunità ebraica per soddisfare alle esigenze determinate dal rapido incremento demografico.
La costruzione iniziò nel 1865 su progetto dell'architetto tedesco di origine ebraica Edwin Oppler, che già aveva firmato il progetto della sinagoga nuova di Hannover. La costruzione fu completata nel 1872, e la solenne cerimonia di inaugurazione si svolse il 29 settembre dello stesso anno alla presenza del rabbino ortodosso Gedalja Tiktin (1843-1886) e di quello riformato Manuel Joel. Dopo la sinagoga nuova di Berlino era la seconda più grande sinagoga dell'Impero tedesco.

## Architettura
Come avvenuto per la sinagoga nuova di Hannover, l'architetto Edwin Oppler volle dare un'impronta "tedesca" al nuovo edificio, rigettando lo stile neomoresco allora di gran voga. La sinagoga aveva uno stile eclettico tra neogotico e neoromanico. Era uno degli edifici più imponenti di Breslavia, caratterizzato dalla sua cupola alta 73 metri, da quattro torri poligonali e numerosi pinnacoli. La facciata si ispirava al modello della cattedrale di Worms con un grande rosone centrale, mentre la cupola richiamava la forma della cappella Palatina della cattedrale di Aquisgrana.
All'interno, la grande sala di preghiera, circondata su tre lati dal matroneo su ornate colonne, poteva ospitare circa 2.000 fedeli.

## Distruzione e memoria
La  sinagoga nuova di Breslavia fu una delle numerose sinagoghe distrutte dalle milizie naziste nel 1938, durante la cosiddetta Notte dei cristalli. Dopo la seconda guerra mondiale Breslavia divenne parte della Polonia. La piccola sinagoga della Cicogna Bianca, sopravvissuta alla distruzioni dell'Olocausto, divenne il principale luogo di culto dei pochi ebrei superstiti. L'edificio della sinagoga nuova non venne ricostruito e le rovine furono rimosse. Della vecchia costruzione è rimasta soltanto la recinzione in ferro battuto che circondava lo spazio intorno alla sinagoga.
Nel 1998 sul terreno dove sorgeva la sinagoga, e che oggi è usato come giardino di un edificio scolastico, è stato inaugurato un monumento commemorativo, in polacco, tedesco, e ebraico.

## Galleria d'immagini

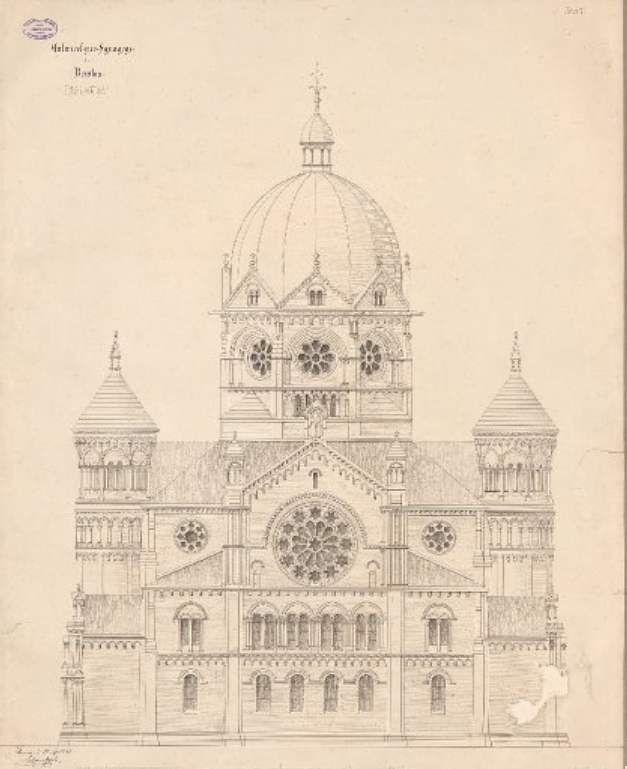
Vista nord
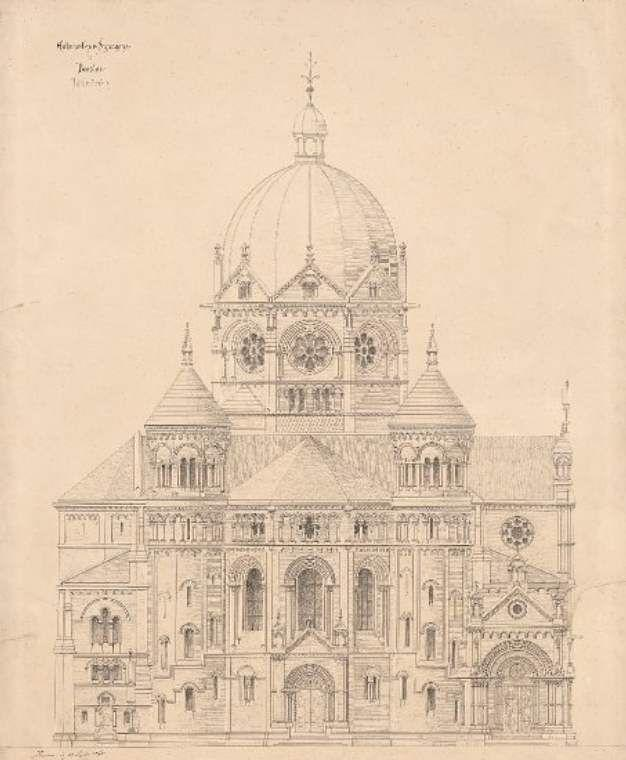
Vista ovest
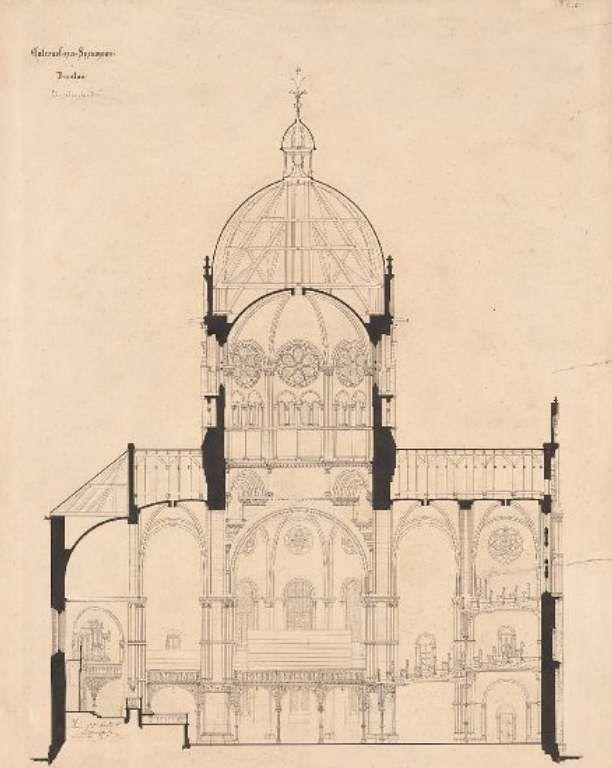
Sezione
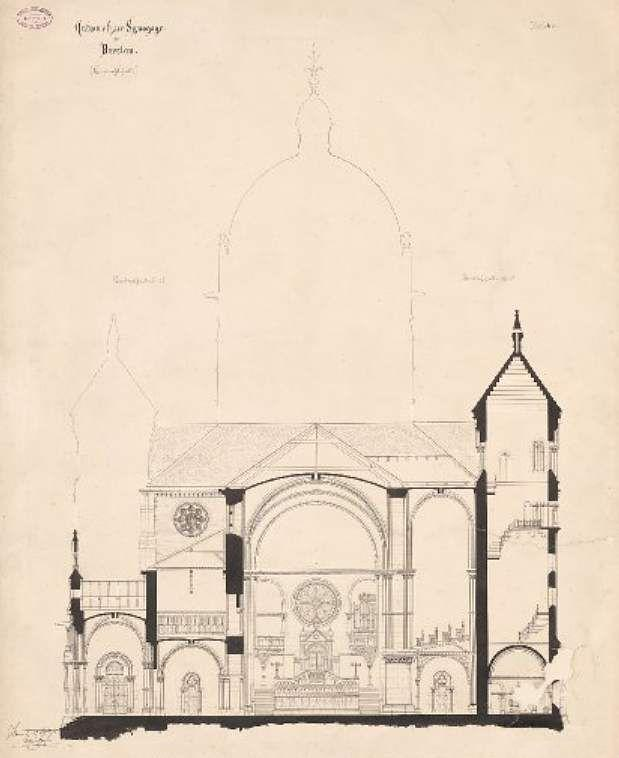
Sezione trasversale

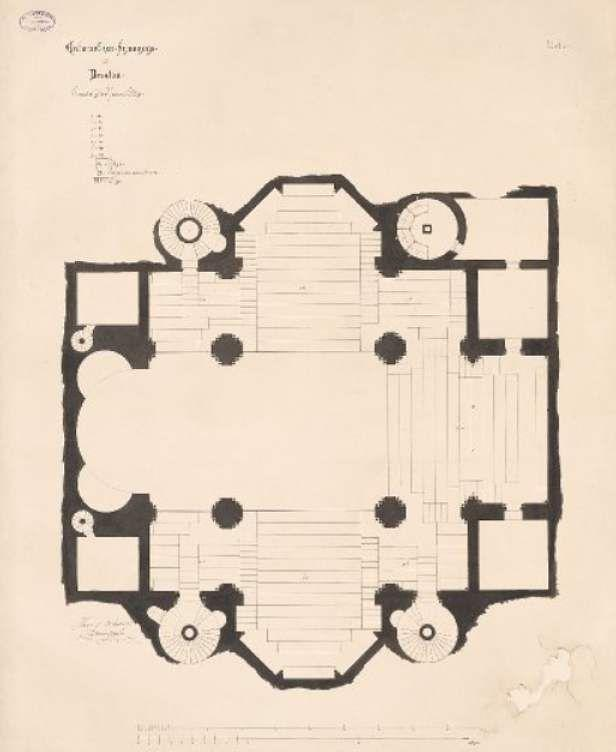
Pianta
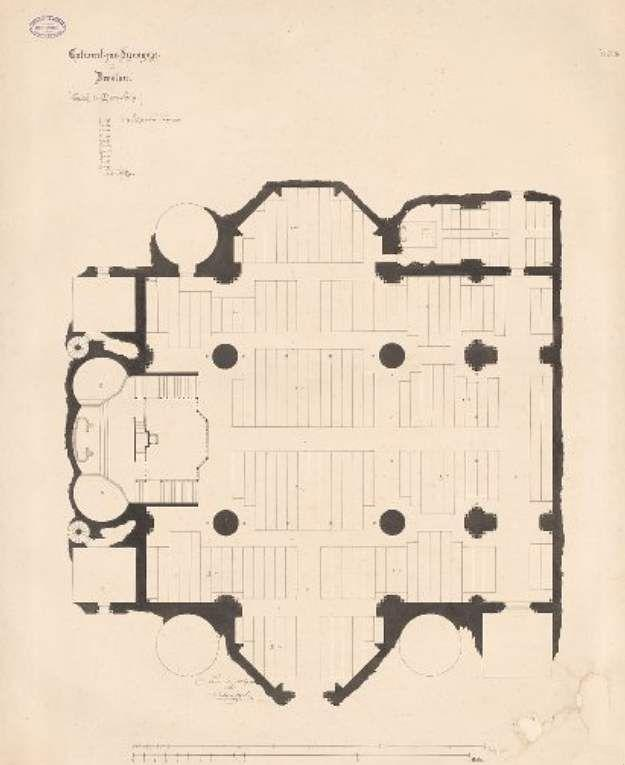
Pianta primo piano
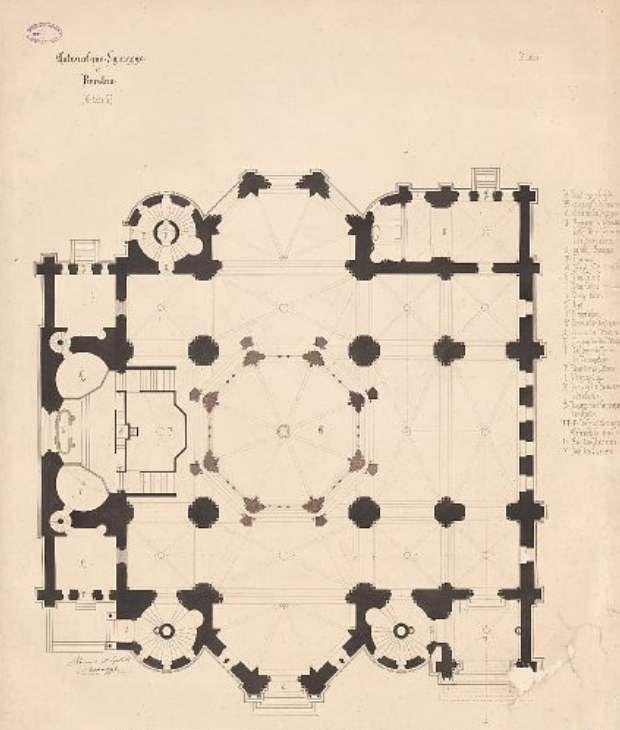
Pianta galerie
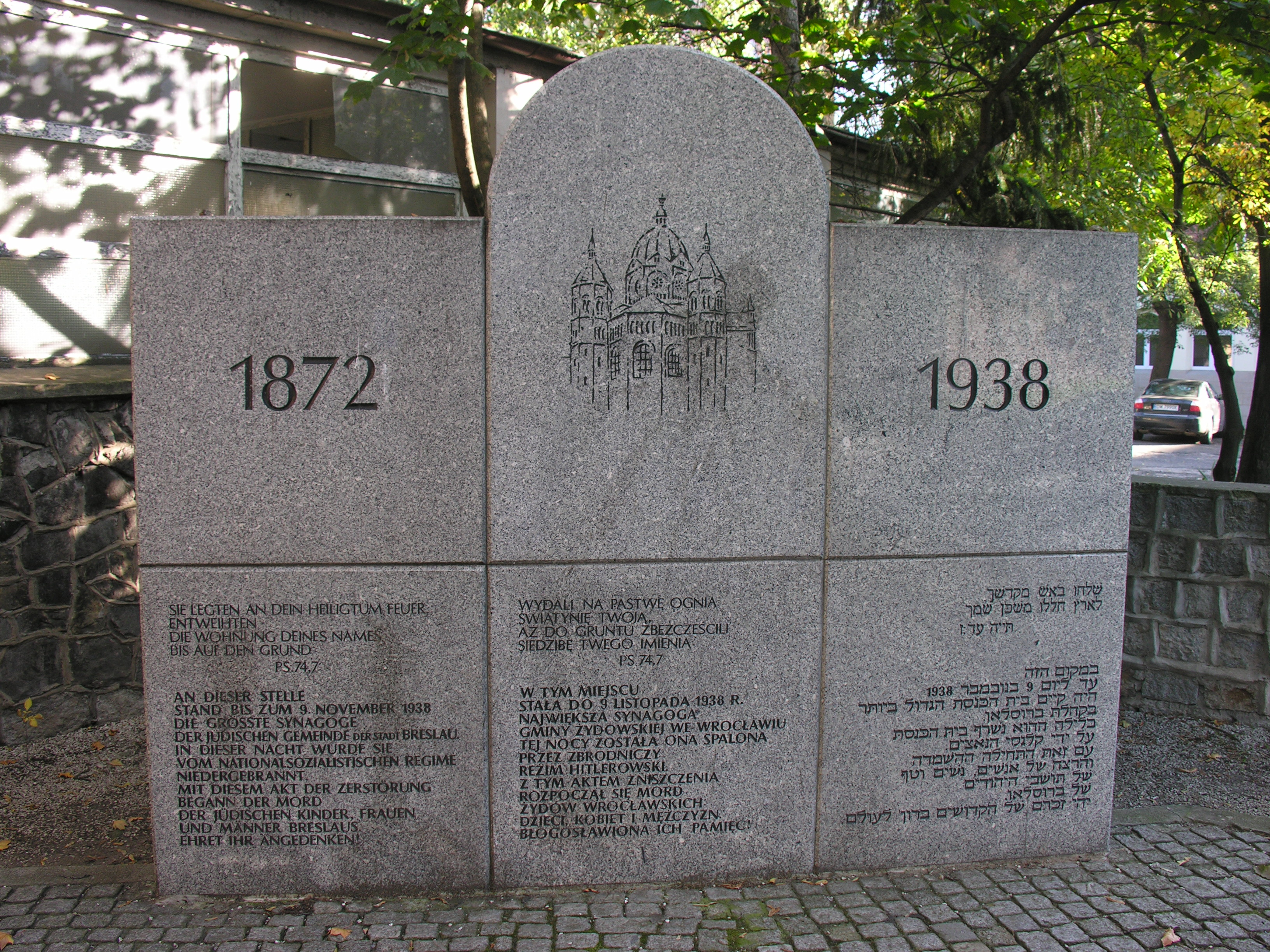
Monumento sul sito dove sorgeva la sinagoga